# Ngom (Nwa)
Pour les articles homonymes, voir Ngom.
Ngom (ou Sabongari) est une localité du Cameroun située dans le département du Donga-Mantung et la Région du Nord-Ouest, à proximité de la frontière avec le Nigeria. Elle fait partie de la commune de Nwa et du canton de Mbaw.

## Population
En 1970 la localité comptait 426 habitants, des Mbaw.
Lors du recensement de 2005, on y a dénombré 4 566 personnes.